# Amblyopone feae
Amblyopone feae é uma espécie de formiga do gênero Amblyopone.